# Holasteron driscolli
Holasteron driscolli är en spindelart som beskrevs av Baehr 2004. Holasteron driscolli ingår i släktet Holasteron och familjen Zodariidae. Inga underarter finns listade i Catalogue of Life.